# かり型駆潜艇
| かり型駆潜艇 | かり型駆潜艇                                    | かり型駆潜艇                 |
| ------------ | ----------------------------------------------- | ---------------------------- |
|              |                                                 |                              |
| 艦級概観     |                                                 |                              |
| 艦種         | 駆潜艇                                          | 駆潜艇                       |
| 艦名         | 鳥の名前                                        | 鳥の名前                     |
| 建造期間     | 1956年 - 1957年                                 | 1956年 - 1957年              |
| 就役期間     | 1957年 - 1977年                                 | 1957年 - 1977年              |
| 次級         | かもめ型駆潜艇                                  | かもめ型駆潜艇               |
| 性能諸元     |                                                 |                              |
| 排水量       | 基準：310トン、満載：340トン                    | 基準：310トン、満載：340トン |
| 全長         | 56.0m                                           | 56.0m                        |
| 全幅         | 6.5m                                            | 6.5m                         |
| 深さ         | 4.0m                                            | 4.0m                         |
| 吃水         | 2.0m                                            | 2.0m                         |
| 機関         | 川崎MAN V8V22/30型ディーゼルエンジン（2,000ps） | 2基                          |
| 機関         | スクリュープロペラ                              | 2軸                          |
| 速力         | 最大20ノット                                    | 最大20ノット                 |
| 航続距離     |                                                 |                              |
| 乗員         | 70名                                            | 70名                         |
| 兵装         | Mk.1 40mm連装機関砲                             | 1基                          |
| 兵装         | ヘッジホッグMk.10対潜迫撃砲                     | 1基                          |
| 兵装         | 55式爆雷投射機（Y砲）                           | 2基                          |
| 兵装         | 54式爆雷投下軌条                                | 2条                          |
| GFCS         | Mk.63                                           | 1基                          |
| レーダー     | SPS-5B 対水上捜索用                             | 1基                          |
| ソナー       | SQS-11A 船底装備式                              | 1基                          |

かり型駆潜艇（かりがたくせんてい、英語: Kari-class submarine chaser）とは、海上自衛隊が運用していた駆潜艇の艦級。昭和29年度計画で4隻が建造された。

## 来歴
1950年代の時点では、水中高速潜の普及・原子力潜水艦の登場など新機軸の片鱗はあったものの、世界の潜水艦はまだ第二次世界大戦中の姿から脱しきれない状態であった。また対潜戦の様相を大きく変化させることになる対潜ミサイル（SUM）や哨戒ヘリコプター（HS）などの新技術は、まだ出現しはじめたばかりであった。従って、適度な対潜捜索・攻撃能力を備えた駆潜艇は、港湾・海峡ないしは近海の対潜防備には有力な存在と考えられていた。
このことから、昭和29年度予算の編成にあたって、前年度に引き続き大蔵省が防衛分担金の枠から艦艇建造費への振り分けを認めた際、保安庁警備隊は、300トン級駆潜艇8隻と60トン級駆潜艇（魚雷艇）3隻を盛り込んだ。技術および用兵上の比較検討のため、これらの300トン級駆潜艇8隻には主機関に応じて3種類のバリエーションがあり、4隻は川崎重工製の高速軽量ディーゼル主機、3隻は三井造船製の中速堅牢ディーゼル主機、1隻は三井造船製の高速軽量ディーゼル主機と三菱造船製のガスタービン主機を搭載するものとされた。このうち、川崎重工製の高速軽量ディーゼル主機を搭載するとされたのが本型である。なお、ガスタービン搭載艇は26ノット級の高速試験艇として乙型駆潜艇、それ以外の7隻は20ノット級の実用艇として甲型駆潜艇と種別された。

## 設計
基本設計は同時期の護衛艦と同様に船舶設計協会によって行われており、計画番号はK101Aであった。設計にあたっては、同年度計画の他の駆潜艇と同様、大日本帝国海軍の第四号型・第十三号型駆潜艇を設計のベースとして、これをアメリカ海軍の制式兵器に適合化させるかたちで進められた。
船型は第四号型・第十三号型と同じく平甲板型だが、復原性・凌波性・居住性向上のため、強いシアを設けて艦首乾舷を大きくとり、また艦尾に向けて徐々に乾舷を下げて重量軽減を図っている。上部重量軽減のため、マストや上部構造物にはアルミニウム合金が用いられた。船体についても軽量化のためSM41W薄鋼板（水線下でも4.5ミリ、艦首部などでは2.9〜3.2ミリ厚）を採用し、一部には高張力鋼も導入されている。また重心降下とともに風圧側面積減少を図るため、艦橋と甲板室が分離され、縦動揺による加速度を抑制するため艦橋は中央にできるだけ寄せられた。これは、荒天時の艦内連絡の便が悪くなる上、艦内の充分なスペースが確保できない等の欠点も抱えていたため、昭和32年度計画以降のみずとり型やうみたか型では設計を改められた。
主機関としては、川崎重工がMAN社とのライセンス契約のもと生産したV8V22/30型4サイクル単動V型16気筒排気ターボ過給機付きディーゼルエンジンが搭載された。これは自己逆転機構を備えておらず、流体継手と減速機を介して推進器に連結されている。これにより軸系が長くなったこともあり、主機室が補機室の前方に配置された関係から、煙突は後部甲板室上に設けられていたが、背を低く抑えるように設計されていたため、一見すると全く煙突が無いように見えた。

## 装備
センサとしては、同時期の護衛艦とほぼ同形式のものが搭載されたが、対空捜索レーダーは省かれた。対水上捜索レーダーとしてはXバンドのAN/SPS-5Bをマスト上に、ソナーとしては25.5キロヘルツ級・走査式のSQS-11Aを40mm機銃の直下の船底に装備した。
兵装に関しては、アメリカ海軍が第二次世界大戦中に多数を整備した173フィート型駆潜艇をおおむね踏襲しており、前甲板にMk.1 40mm連装機銃、その後方の艦橋構造物直前にはヘッジホッグMk.10対潜迫撃砲が、また後甲板には55式爆雷投射機（Y砲）と54式爆雷投下軌条（1条あて爆雷6個）が両舷に1基ずつ配置されていた。Mk.1 40mm連装機銃はMk.63 砲射撃指揮装置によって射撃指揮を受けており、方位盤は艦橋トップ、Mk.34射撃指揮レーダーは銃側装備とされていた。またヘッジホッグ用弾薬は4斉射分96発、爆雷は36個を搭載しており、艦橋前にヘッジホッグ応急弾薬庫、その直下の船底にヘッジホッグ弾薬庫、上部構造後端付近の船底に爆雷庫が設けられた。なお重心降下策の一環として、爆雷投下軌条の先端は埋込み式とされた。

## 運用
かり型は海上自衛隊に配備されると、同型艦4隻で第1駆潜隊を編成し、除籍されるまで配置換えされることはあっても編成が変わることは無かった。艦型が小型で能力も限定されていたが、長年に亘り地方隊の哨戒艇として活躍した。
老朽化により、1977年（昭和52年）3月15日、第1駆潜隊は解隊され、かり型4隻全艇除籍された。
| 船体番号 | 艦名 | 起工                         | 進水                         | 竣工                        | 建造所       | 除籍                        |
| -------- | ---- | ---------------------------- | ---------------------------- | --------------------------- | ------------ | --------------------------- |
| PC-301   | かり | 1956年 （昭和30年） 1月18日  | 1956年 （昭和31年） 9月26日  | 1957年 （昭和32年） 2月8日  | 藤永田造船所 | 1977年 （昭和52年） 3月15日 |
| PC-302   | きじ | 1955年 （昭和30年） 12月14日 | 1956年 （昭和31年） 9月11日  | 1957年 （昭和32年） 1月29日 | 飯野重工舞鶴 | 1977年 （昭和52年） 3月15日 |
| PC-303   | たか | 1956年 （昭和31年） 1月18日  | 1956年 （昭和31年） 11月17日 | 1957年 （昭和32年） 3月11日 | 藤永田造船所 | 1977年 （昭和52年） 3月15日 |
| PC-304   | わし | 1955年 （昭和30年） 12月14日 | 1956年 （昭和31年） 11月12日 | 1957年 （昭和32年） 3月20日 | 飯野重工舞鶴 | 1977年 （昭和52年） 3月15日 |